# David B. Steinman
David Barnard Steinman est un ingénieur civil américain né probablement à Khomsk, Brest (Biélorussie) le 11 juin 1886, et mort à New York le 21 août 1960.
David B. Steinman a construit des ponts aux États-Unis, en Thaïlande, en Angleterre, au Portugal, en Italie, au Brésil, à Haïti, à Porto Rico, au Canada, en Corée, en Irak et au Pakistan. Il a aussi été un écrivain, auteur de plusieurs livres, d'articles de promotion de son métier, et des livres pour les enfants et de poésie.

« Un pont est un poème lancé au travers d'une rivière, une symphonie de pierre et d'acier

("A bridge is a poem stretched across a river, a symphony of stone and steel") »

— David B. Steinman

## Biographie
David B. Steinman est le fils d'une famille d'immigrants juifs venant de Biélorussie. On sait peu de choses de sa petite enfance. Il avait six frères et sœurs. Sa date et son lieu de naissance sont sujets à discussion. Sa famille a émigré aux États-Unis en 1890.
David B. Steinman a grandi à New York, dans l'ombre du pont de Brooklyn. En 1906, il a obtenu le baccalauréat avec mention summa cum laude au City College of New York. Pendant ses études, un professeur lui a permis de visiter le pont de Williamsburg pendant sa construction. En 1909, il a obtenu une maîtrise ès arts de l'Université Columbia, et un doctorat en génie civil en 1911. Le professeur William H. Burr l'a présenté comme « le cas le plus digne d'intérêt qu'il ait connu dans ses années à Columbia ». Sa thèse de doctorat a porté sur l'étude d'un arc en treillis métallique de l'Henry Hudson Bridge qui a été construit par l'American Bridge Company et dont la première tranche a été mise en service en décembre 1936. Il a suivi les cours du soir de la Stuyvesant High School et accepté d'enseigner le génie civil à l'université de l'Idaho en 1910 avant de recevoir son doctorat après une dissertation en 1910 sur une étude comparative entre les ponts cantilevers et suspendus (Determination of Maximum and Economic Spans for Suspension Bridges and Cantilevers) qui a été ensuite publiée dans les Van Nostrand Science Series. Pendant ses années d'enseignement à l'université de l'Idaho, il a publié deux traductions de livres allemands : Theory of Arches and Suspension Bridges et Plain and Reinforced Concrete Arches de Josef Melan. Il n'oublie pas de faire son auto-promotion quand il réussit à faire publier un article, en 1913, dans Engineering News sur la construction dans l'Idaho, par des scouts, d'un pont qu'il aurait conçu.
Après avoir contacté Gustav Lindenthal, il a obtenu, en juillet 1914, de travailler sur le Hell Gate Bridge comme son assistant, en même temps qu'Othmar Ammann. Il a calculé les efforts internes et les déformations pendant la construction. Il a supervisé les ingénieurs qui assuraient le suivi de la construction en mesurant les contraintes et les déformations et en les comparant à celles calculées. Ce suivi permettait non seulement de vérifier la validité des calculs, mais aussi la théorie des structures en elle-même. Steinman a synthétisé ces résultats dans un article présenté devant l'American Society of Civil Engineers, en même temps qu'Ammann présentait la conception et la construction du pont. Lindenthal et Steinman savaient qu'un ouvrage pouvait être en danger pendant sa construction s'il n'y avait pas un suivi et une attention particulière aux détails, comme l'avait montré l'effondrement du pont de Québec. À la fin de l'article, Steinman signale l'invention des jauges de déformation ou extensomètres. Certaines critiques ont été faites sur cet article de Steinman par Amman, qui trouvait les mesures très lourdes à faire effectuer à un seul ingénieur. Cette discussion entre Ammann et Steinman montre la première forme de tension et de compétition entre les deux ingénieurs. Quand Ammann a dû retourner en Suisse à cause de la première Guerre mondiale, Steinman a assuré la responsabilité de la mise en service de la voie ferrée sur le pont. Cependant, quand Ammann est revenu aux États-Unis, Lindentalh l'a choisi pour être son adjoint plutôt que Steinman. Steinman a assuré une part importante dans le calcul du pont de Sciotoville qui a aussi été conçu par Lindenthal.
Un jour, Lindenthal a convoqué Steinman dans son bureau et lui a dit : Steinman, la conception des ponts est facile. C'est l'ingénierie financière qui est dure. Cette remarque désabusée de Lindenthal était probablement due à la difficulté pour obtenir le financement de l'Henry Hudson Bridge. Elle a conduit David Steinman à suivre des cours d'administration des entreprises par correspondance.
David B. Steinman s'est marié le 9 juin 1915 avec Irene Hoffmann.
Entre 1917 et 1920, il a été professeur de génie civil et mécanique au City College de New York.
En 1920, David Steinman a rencontré Holton D. Robinson (1863-1945), ingénieur pour la construction du pont de Williamsburg. Ils ont fondé en 1921 la société Robinson & Steinman qui a travaillé sur la conception et la réalisation de centaines de ponts, jusqu'à la mort de Robinson, en 1945. Leurs deux premiers projets ont été le pont suspendu Hercílio-Luz, à Florianópolis, qui a la plus grande travée en Amérique du sud, construit entre 1922 et 1926, et le pont du détroit de Carquinez, le second plus grand pont cantilever des États-Unis, construit en 1927.
David Steinman a été président de l'American Association of Engineers. Il en profite pour militer pour une formation et des standards éthiques plus rigoureux pour la profession de l'ingénierie. Il a participé à la fondation de la National Society of Professional Engineers, en 1934, dont il a été le premier président. Il a été président de la section de New York de l'American Society of Civil Engineer en 1946-1947.
Au milieu des années 1930, Steinman est considéré comme un des grands constructeurs de ponts de sa génération aux États-Unis. Mais pour la réalisation des très grands ponts, il est dépassé par Othmar Ammann qui vient de terminer le pont George-Washington en 1931 et Joseph Strauss qui construit le Golden Gate Bridge, achevé en 1937. Steinman a étudié le "Liberty Bridge", un pont suspendu permettant de franchir le port de New York mais l'effondrement de pont de Tacoma en 1940 va remettre en cause l'avenir des grands ponts suspendus qui sont alors considérés comme dangereux.
La rupture de ce pont sous l'action d'un vent pourtant de faible intensité va conduire Steinman à s'intéresser à la stabilité aérodynamique et à publier une série d'articles sur la conception des ponts vis-à-vis de ce phénomène. Dans un article publié par l'Académie des sciences de New York, Steinman fait d'abord remarquer que ce phénomène est connu depuis le milieu du XIXe siècle a déjà provoqué l'effondrement de plusieurs ponts suspendus, le premier ayant été le Brighton Chain Pier, en 1836, puis le pont suspendu de Wheeling construit par Charles Ellet, junior au-dessus de l'Ohio, en 1854. John Roebling avait déjà signalé à la profession qu'il était nécessaire de donner aux tabliers des ponts suspendus une raideur adéquate à ces ponts, mais que la dernière génération d'ingénieurs avait oublié ces préconisations. Le pont George-Washington et le Golden Gate Bridge ont été soumis à des oscillations importantes dues au vent avant que des mesures soient prises pour les limiter. La littérature technique signalait les pressions horizontales du vent mais oubliait la composante verticale d'un vent horizontal sur les tabliers.
Il va mettre en pratique les résultats de ses études théoriques sur le pont Mackinac reliant les péninsules du Michigan, entre Saint Ignace et Mackinaw City, pour lequel il a été sélectionné devant Othmar Ammann. Des essais dans la soufflerie de l'université de Washington ont été faits pour montrer la validité des choix techniques vis-à-vis de la stabilité aérodynamique. Les études ayant montré que le pont de Tacoma s'était effondré à cause du couplage entre les vibrations de flexion et de torsion du tablier, il a été conçu pour assurer une grande stabilité vis-à-vis des vibrations de torsion.
| Vitesses critiques du vent sur quelques ponts suspendus          | Vitesses critiques du vent sur quelques ponts suspendus |
| Nom                                                              | Vitesse critique                                        |
| ---------------------------------------------------------------- | ------------------------------------------------------- |
| Bronx-Whitestone Bridge après addition d'un treillis de rigidité | 48,3 km/h                                               |
| Golden Gate Bridge                                               | 64,4 km/h                                               |
| Pont George-Washington                                           | 88,5 km/h                                               |
| New Tacoma Narrows Bridge                                        | 122,3 km/h                                              |
| Mackinac Bridge (avec un tablier fermé)                          | 1 017 km/h                                              |
| Mackinac Bridge (avec le tablier tel que réalisé                 | infinie                                                 |

Steinman affirme dans le rapport qu'il a rédigé sur la stabilité aérodynamique du pont Mackinac que les méthodes qu'il a développées et appliquées pour prédéterminer une conception de l'ouvrage assurant sa stabilité aérodynamique seront la clé pour permettre de garantir la stabilité aérodynamique des futurs ponts suspendus.
N'ayant pu obtenir le projet du pont Verrazano-Narrows dont la conception a été confiée à Othmar Ammann, il va étudier le projet d'un pont suspendu pour franchir le détroit de Messine mais sa mort ne lui a pas permis de le proposer.
À 63 ans, David Steinman s'est pris d'intérêt pour la poésie. Son amour pour la construction des ponts se retrouve dans deux de ses poèmes, The Bridge et I Built a Bridge. Il a écrit un poème sur le pont de Mackinac et Songs of a Bridgebuilder, en 1959.

## Quelques ponts

### Concepteur

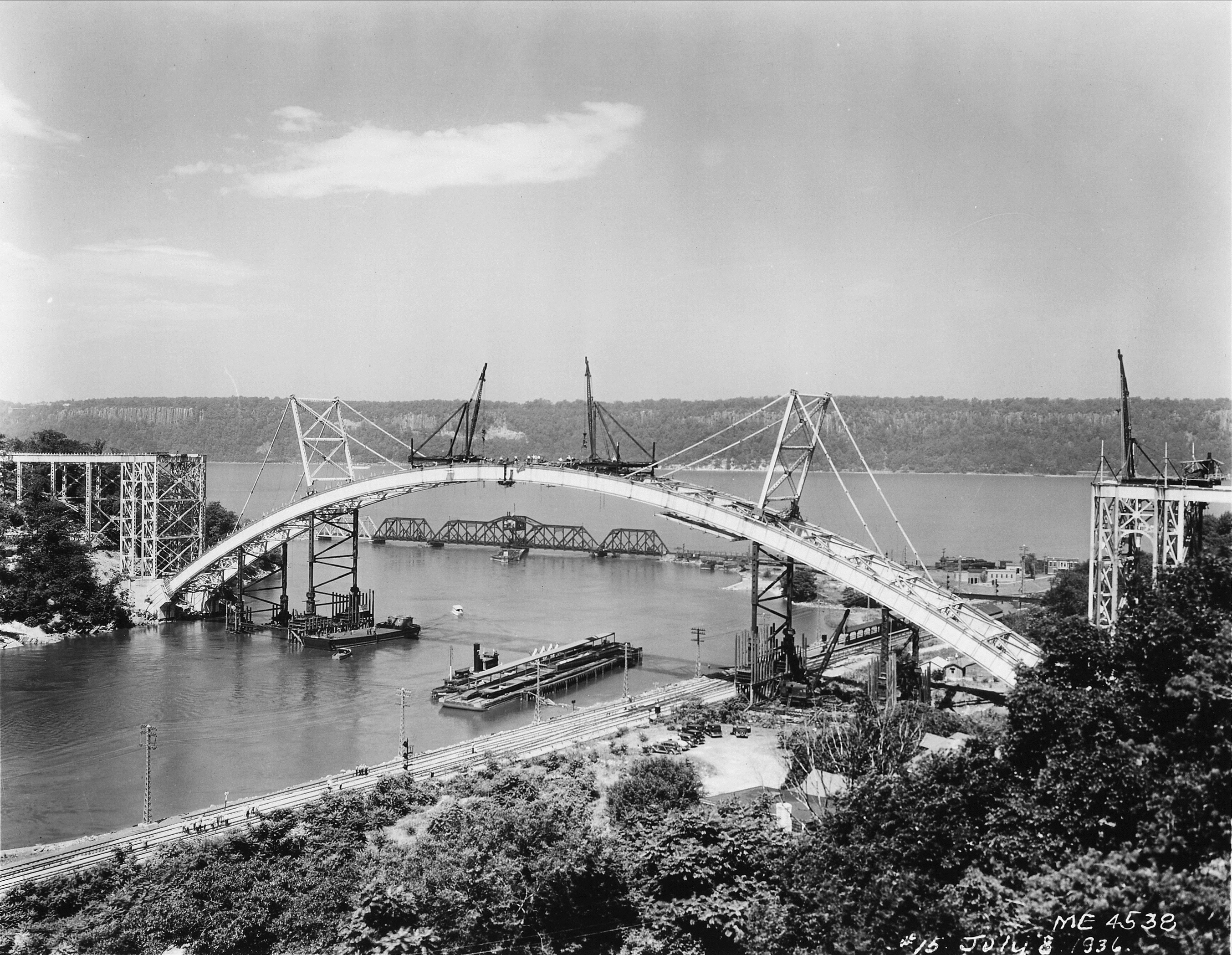
Construction du Henry Hudson Bridge

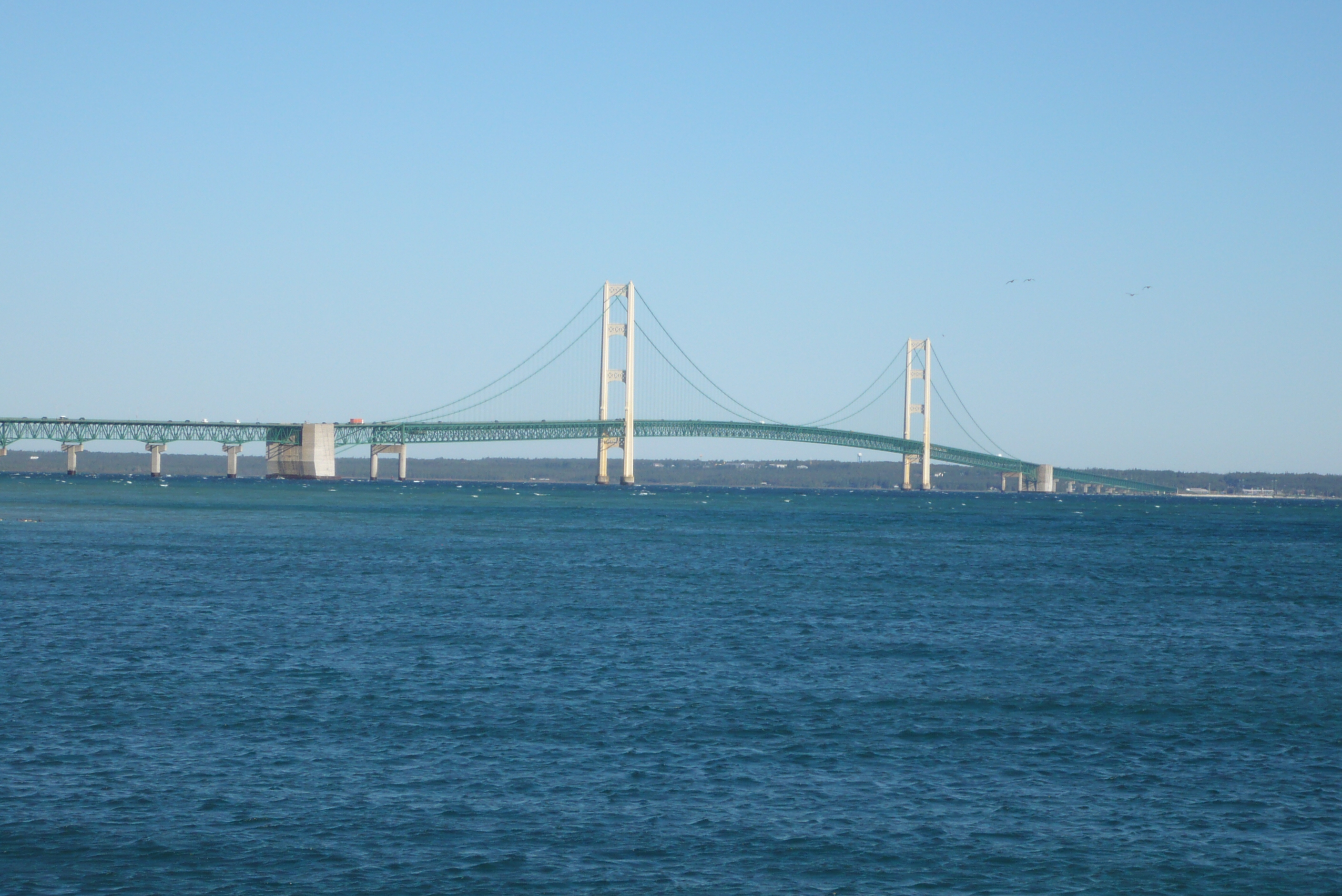
Pont de Mackinac

- Pont Hercílio-Luz (Florianópolis, Santa Catarina, Brésil) (1922-1926)
- Carquinez Bridge (Vallejo, Crockett, Californie) (1927)
- Mount Hope Bridge (Portsmouth (Rhode Island)/Bristol (Rhode Island) (1929)
- Pont suspendu de Grand-Mère (Grand-Mère (Québec)) (1929)
- Saint Johns Bridge (Portland, comté de Multnomah) (1931)
- Pont de Waldo-Hancock (Verona Island, Comté de Hancock (Maine)) (1931)
- Sky Ride (Chicago, Comté de Cook) par Robinson & Steinman pour l'Exposition universelle de 1933
- Henry Hudson Bridge (Manhattan, New York) (1935-1936)
- Pont des Milles-Îles System (Wellesley Island, Comté de Jefferson (New York)/Hill Island, Ontario) (1938)
- Georgina Island Bridge (Rockport, Ontario)
- Constance and Georgina Islands Bridge (Rockport, Ontario / Omar, comté de Jefferson)
- Hill and Constance Islands Bridge (Rockport, Ontario / Omar, comté de Jefferson)
- Wellesley and Hill Islands Bridge (Rockport, Ontario / Omar, comté de Jefferson)
- Wellesley Island Suspension Bridge (Omar, comté de Jefferson)
- Deer Isle Bridge (Deer Isle, Comté de Hancock (Maine)) (1939)
- Pont de Sullivan-Hutsonville (Hutsonville, Comté de Crawford (Illinois)) (1939)
- Kingston–Rhinecliff Bridge (Kingston (New York)/Rhinebeck (New York))
- Pont du 14-juillet (Bagdad)
- Reconfiguration du pont de Brooklyn (1948-1954)[4]

### Ingénieur en chef
- Pont Mackinac (Mackinaw City (Michigan)) (1954-1957)[5]

### Ingénieur
- Market Street Bridge (Steubenville, comté de Jefferson)

### Ingénieur assistant
- Hell Gate Bridge (1912-1916)

### Projet
- Pont sur le détroit de Messine

## Publications
- David B. Steinman, A Practical Treatise on Suspension Bridges (2e édition), John Wiley & Sons, New York, USA, 1929.
- David B. Steinman, Waldo-Hancock Bridge, p. 386-389, dans Engineering News Record, 17 mars 1932.
- David B. Steinman, Rigidity and Aerodynamic Stability of Suspension Bridges, Proceedings of the American Society of Civil Engineers, Novembre 1943
- David B. Steinman, Design of Bridges against Wind, Civil Engineering', Octobre, Novembre et Décembre 1945
- David B. Steinman, Wind lunnel tests yield aerodynamically stable bridge sections, Civil Engineering, Décembre 1947
- David B. Steinman, The Builders of the Bridge: The Story of John Roebling and His Son, Harcourt Brace, New York, 1945  (ISBN 0-405-04724-X) (seconde édition en 1950)
- David B. Steinman, L'esthétique des ponts métalliques, p. 1-6, dans "Ossature métallique", janvier 1946, volume 11.
- David B. Steinman, Multiple-Span Suspension Bridge to Replace Rhine Arches at Düsseldorf, dans Engineering News Record, 27 juin 1946, no 26.
- David B. Steinman, The Builders of the Bridge (2e édition), Harcourt, Brace and Co., New York, 1950.
- David B. Steinman, Bridges and aerodynamics, p. 125–141, Transactions of the New York Academy of Sciences, Volume 16, Issue 3 Series II, janvier 1954
- David B. Steinman, Le pont sur le détroit de Messine pour relier la Sicile à l'Italie, dans Travaux, novembre 1954, no 241.
- David B. Steinman, Le problème aérodynamique des ponts suspendus et sa solution (1re partie), p. 491, dans "Ossature métallique", octobre 1954, volume 19.
- David B. Steinman, Le problème aérodynamique des ponts suspendus et sa solution (2e partie, p. 542,) dans "Ossature métallique", novembre 1954, volume 19.
- David D. Steinman, Suspension bridges: the aerodynamic problem and its solution, p. 209-251, IABSE/AIPC/IVBH publications, 1954 (lire en ligne)
- David B. Steinman, I Built A Bridge, And Other Poems, The Davidson Press, New York, 1955.
- David D. Steinman, Report : The aerodynamic stability of the Mackinac Bridge, 27 mai 1955 (lire en ligne)
- David B. Steinman, Miracle Bridge at Mackinac, Wm. B. Eerdmans Publishing, Grand Rapids, 1957
- David B. Steinman, Songs of a Bridgebuilder, Wm. B. Eerdmans Publishing, 1959